# マーティン・エドワーズ
マーティン・エドワーズ（Kenneth Martin Edwards、1955年7月7日 - ）はイギリスの推理小説作家、評論家。ディテクションクラブの8代目会長（2015年 - ）。また2017年1月から2019年4月にかけて英国推理作家協会の会長職を務めた。2020年2月、同協会のダイヤモンド・ダガー賞を受賞。

## 略歴

### 推理小説作家として
マーティン・エドワーズはマンチェスター近郊の町ナッツフォードで生まれた。1977年、オックスフォード大学ベイリオル・カレッジを法学で首席卒業後、地元マンチェスターで弁護士として働く。 1991年、マンチェスター在住の弁護士 Harry Devlin を主人公とした All the Lonely Peopleでデビュー。古典的な探偵小説を下敷きにした長編小説を年に一作のペースで発表し、声望を高めた。8作で完結した Harry Devlin シリーズに続き、現在エドワーズは湖水地方を舞台にした The Lake District Mysteries シリーズを執筆している。また近年は、1930年代を物語の舞台とするレイチェル・サヴァナクシリーズに着手、第一作『処刑台広場の女』(2018) は高い評価を受けた。
また、エドワーズは短編の名手としても知られている。雑誌や各種のアンソロジーに発表した短編は70数編に上り、2005年、08年、17年の三度、英国推理作家協会のショート・ストーリー・ダガーの最終候補に挙がった。このうち2008年の "The Bookbinder's Apprentice" は受賞作となった。

### 評論家として
エドワーズは推理小説作家であると同時に主導的な評論家でもある。小説家としてデビューする以前から様々な媒体で評論を発表し、自らのウェブサイト、ブログで現在も評論を発表し続けている。その彼が、1920年代から40年代の英国における推理小説の隆盛を、「ディテクションクラブの歴史」を軸に様々な資料に基づいて描きだした『探偵小説の黄金時代』（2015）は、米国推理作家協会のエドガー賞の評論・伝記部門の他、アガサ賞、マカヴィティ賞、H・R・F・キーティング賞を受賞、またアンソニー賞や英国推理作家協会のゴールド・ダガー賞のノンフィクション部門の最終候補作となった。本作は、続けて世に出た The Story of Classic Crime in 100 Books (2017) と併せて、彼の評論家としての評価を決定づけた。

### 編者・アンソロジストとして
エドワーズは2014年以降、大英図書館古典推理小説叢書 ("British Library Crime Classics") の編者として活動している。良作であるにもかかわらず入手困難な作品、不当に低い評価を受けている作品を中心に英国作家の推理小説を復刻する本叢書は、2022年時点で100冊を超えている。この中にはエドワーズ自身が編集したテーマ別短編アンソロジーが19冊含まれる。なお2015年以降、このシリーズに対抗する形で、コリンズ社の "The Detective Club" (2015-) 、オットー・ペンズラー編の "The American Mystery Classics" (2018-) 、アメリカ議会図書館編の "Library of Congress Crime Classics" (2020-) など古典推理小説を復刻することを目的とした叢書が次々に誕生している。

## 作品リスト
HD： Harry Devlin シリーズ、LD： The Lake District Mysteries シリーズ、RS： Rachel Savernake シリーズ

### 長編
All the Lonely People (1991) HD
Suspicious Minds (1992) HD
I Remember You (1993) HD
Yesterday's Papers (1994) HD
Eve of Destruction (1996) HD
The Devil in Disguise (1998) HD
First Cut is the Deepest (1999) HD
The Lazarus Widow (1999, Bill Knox の未完成作を補筆)
Take My Breath Away (2002)
The Coffin Trail (2004) LD
The Cipher Garden (2006) LD
The Arsenic Labyrinth (2007) LD
Waterloo Sunset (2008) HD
Dancing for the Hangman (2008)
The Serpent Pool (2010) LD
The Hanging Wood (2011) LD
The Frozen Shroud (2013) LD
The Dungeon House (2015) LD
Gallows Court (2018) RS 『処刑台広場の女』加賀山卓朗訳、ハヤカワ・ミステリ文庫、2023
Mortmain Hall (2020) RS
Blackstone Fell (2022) RS
Sepulchre Street (2023) RS

### 短編集
Where Do You Find Your Ideas? and Other Stories (2001)
The New Mysteries of Sherlock Holmes (2014, 電子書籍限定)
Acknowledgments and Other Stories (2014, 電子書籍限定)

### 評論
The Golden Age of Murder (2015) 『探偵小説の黄金時代』森英俊・白須清美共訳、国書刊行会、2018
The Story of Classic Crime in 100 Books (2017)
The Life of Crime: Detecting the History of Mysteries and their Creators (2022)